# Siameză

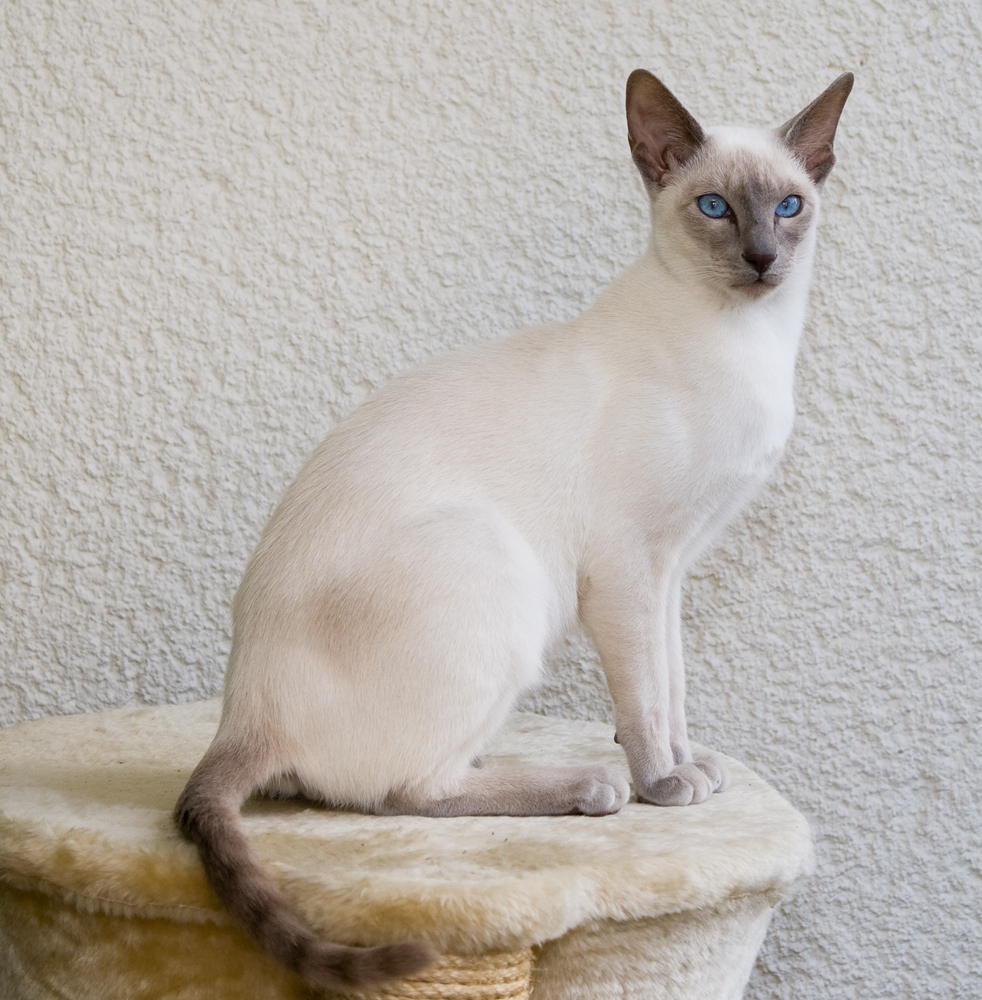
Pisică siameză

Siameza este numele unei rase de pisici originară din Thailanda. Speranța ei de viață este de peste 15 ani.
Blana acesteia este în cele mai multe cazuri albă și maro în jurul capului său. Talia acesteia este medie și în cele mai multe cazuri are ochii verzi sau albaștri. Ea cântărește în mod normal 4-5 kg la femele și 5-6 kg la masculi. Are urechile mari și ascuțite. Sunt două tipuri de siameze: moderne și tradiționale. În cele mai multe cazuri culoarea ochilor sunt de un albastru intens. Acestea au ochii albaștri în general și, foarte rar, verzi.